# Lac Kaël
Lac Kaël är en sjö i Kanada.   Den ligger i regionen Lanaudière och provinsen Québec, i den sydöstra delen av landet, 190 km nordost om huvudstaden Ottawa. Lac Kaël ligger 362 meter över havet. Arean är 0,24 kvadratkilometer. Den sträcker sig 1,1 kilometer i nord-sydlig riktning, och 1,0 kilometer i öst-västlig riktning.
I omgivningarna runt Lac Kaël växer i huvudsak blandskog. Runt Lac Kaël är det glesbefolkat, med 9 invånare per kvadratkilometer.